# Rekordy Afryki w lekkoatletyce
Rekordy Afryki w lekkoatletyce − rekordy Afryki w konkurencjach lekkoatletycznych.

## Mężczyźni
| Konkurencja                        | Rezultat   | Zawodnik | Miejsce uzyskania | Data                |
| ---------------------------------- | ---------- | --- | ----------------- | ------------------- |
| bieg na 100 metrów                 | 9,77       | Ferdinand Omanyala | Nairobi           | 18 września 2021    |
| bieg na 200 metrów                 | 19,46      | Letsile Tebogo | Paryż             | 8 sierpnia 2024     |
| bieg na 300 metrów                 | 30,81      | Wayde van Niekerk | Ostrawa           | 28 czerwca 2017     |
| bieg na 400 metrów                 | 43,03      | Wayde van Niekerk | Rio de Janeiro    | 14 sierpnia 2016    |
| bieg na 600 metrów                 | 1:13,10    | David Rudisha | Birmingham        | 5 czerwca 2016      |
| bieg na 800 metrów                 | 1:40,91    | David Rudisha | Londyn            | 9 sierpnia 2012     |
| bieg na 1000 metrów                | 2:11,96    | Noah Ngeny | Rieti             | 5 września 1999     |
| bieg na 1500 metrów                | 3:26,00    | Hicham El Guerrouj | Rzym              | 14 lipca 1998       |
| bieg na milę                       | 3:43,13    | Hicham El Guerrouj | Rzym              | 7 lipca 1999        |
| bieg na 2000 metrów                | 4:44,79    | Hicham El Guerrouj | Berlin            | 7 września 1999     |
| bieg na 3000 metrów                | 7:20,67    | Daniel Komen | Rieti             | 1 września 1996     |
| bieg na 5000 metrów                | 12:35,36   | Joshua Cheptegei | Monako            | 14 sierpnia 2020    |
| bieg na 5 kilometrów               | 12:49      | Berihu Aregawi | Barcelona         | 31 grudnia 2021     |
| bieg na 10 000 metrów              | 26:11,00   | Joshua Cheptegei | Walencja          | 7 października 2020 |
| bieg na 10 kilometrów              | 26:24      | Rhonex Kipruto | Walencja          | 12 stycznia 2020    |
| półmaraton                         | 56:42      | Jacob Kiplimo | Barcelona         | 16 lutego 2025      |
| bieg godzinny                      | 21,285 km  | Haile Gebrselassie | Ostrawa           | 27 czerwca 2007     |
| bieg na 25 000 metrów              | 1:12:25,4h | Moses Mosop | Eugene            | 3 czerwca 2011      |
| bieg na 30 000 metrów              | 1:26:47,4h | Moses Mosop | Eugene            | 3 czerwca 2011      |
| maraton                            | 2:00:35    | Kelvin Kiptum | Chicago           | 8 października 2023 |
| bieg na 100 kilometrów             | 6:24:06    | Bongmusa Mthembu | Los Alcázares     | 27 listopada 2016   |
| bieg na 110 metrów przez płotki    | 13,11      | Antonio Alkana | Praga             | 5 czerwca 2017      |
| bieg na 400 metrów przez płotki    | 47,10      | Samuel Matete | Zurych            | 7 sierpnia 1991     |
| bieg na 2000 metrów z przeszkodami | 5:14,06    | Soufiane El Bakkali | Zagrzeb           | 11 września 2022    |
| bieg na 3000 metrów z przeszkodami | 7:52,11    | Lamecha Girma | Paryż             | 9 czerwca 2023      |
| sztafeta 4 × 100 metrów            | 37,57      | Południowa Afryka · Bayanda Walaza · Shaun Maswanganyi · Bradley Nkoana · Akani Simbine                                                                                             | Paryż             | 9 sierpnia 2024     |
| sztafeta 4 × 200 metrów            | 1:20,42    | Południowa Afryka · Simon Magakwe · Chederick van Wyk · Sinesipho Dambile · Akani Simbine                                                                                           | Jokohama          | 12 maja 2019        |
| sztafeta 4 × 400 metrów            | 2:54,53    | Botswana · Bayapo Ndori · Busang Collen Kebinatshipi · Anthony Pesela · Letsile Tebogo                                                                                              | Paryż             | 10 sierpnia 2024    |
| sztafeta 4 × 800 metrów            | 7:02,43    | Kenia · Joseph Mwengi Mutua · William Yiampoy · Ismael Kipngetich Kombich · Wilfred Bungei                                                                                          | Bruksela          | 25 sierpnia 2006    |
| sztafeta 4 × 1500 metrów           | 14:22,22   | Kenia · Collins Cheboi · Silas Kiplagat · James Magut · Asbel Kiprop | Nassau            | 25 maja 2014        |
| sztafeta maratońska                | 1:57:06    | Kenia · Josephat Muchiri Ndambiri (13:24) · Martin Irungu Mathathi (27:12) · Daniel Muchunu Mwangi (13:59) · Mekubo Mogusu (27:56) · Onesmus Nyerere (14:36) · John Kariuki (19:59) | Chiba             | 23 listopada 2005   |
| chód na 20 000 metrów              | 1:22:51,84 | Hatem Ghoula | Leutkirch         | 8 września 1994     |
| chód na 20 kilometrów              | 1:18:23    | Samuel Gathimba | Nairobi           | 18 czerwca 2021     |
| chód na 30 000 metrów              | 2:19:21,31 | Hatem Ghoula | Reims             | 12 marca 2011       |
| chód na 35 kilometrów              | 2:31:15    | Wayne Snyman | Eugene            | 24 lipca 2022       |
| chód na 50 000 metrów              | 4:21:44,5h | Abdelwahab Ferguène | Tuluza            | 25 marca 1984       |
| chód na 50 kilometrów              | 3:53:09    | Marc Mundell | Dudince           | 20 marca 2021       |
| skok wzwyż                         | 2,38       | Jacques Freitag | Oudtshoorn        | 5 marca 2005        |
| skok o tyczce                      | 6,03       | Okkert Brits | Kolonia           | 18 sierpnia 1995    |
| skok w dal                         | 8,65       | Luvo Manyonga | Potchefstroom     | 22 kwietnia 2017    |
| trójskok                           | 18,07i     | Fabrice Zango | Aubière           | 16 stycznia 2021    |
| pchnięcie kulą                     | 22,10      | Chukwuebuka Enekwechi | Eugene            | 5 lipca 2025        |
| rzut dyskiem                       | 70,32      | Frantz Kruger | Salon-de-Provence | 26 maja 2002        |
| rzut młotem                        | 81,27      | Mostafa Hicham Al-Gamal | Kair              | 21 marca 2014       |
| rzut oszczepem                     | 92,72      | Julius Yego | Pekin             | 26 sierpnia 2015    |
| dziesięciobój                      | 8521 pkt   | Larbi Bouraada | Rio de Janeiro    | 18 sierpnia 2016    |

## Kobiety
| Konkurencja                             | Rezultat   | Zawodniczka | Miejsce uzyskania | Data                 |
| --------------------------------------- | ---------- | --- | ----------------- | -------------------- |
| bieg na 100 metrów                      | 10,72      | Marie Josée Ta Lou | Monako            | 10 sierpnia 2022     |
| bieg na 200 metrów                      | 21,78      | Christine Mboma | Zurych            | 9 września 2021      |
| bieg na 400 metrów                      | 49,10      | Falilat Ogunkoya | Atlanta           | 29 lipca 1996        |
| bieg na 800 metrów                      | 1:54,01    | Pamela Jelimo | Zurych            | 29 sierpnia 2008     |
| bieg na 1000 metrów                     | 2:29,15    | Faith Kipyegon | Monako            | 14 sierpnia 2020     |
| bieg na 1500 metrów                     | 3:48,68    | Faith Kipyegon | Eugene            | 5 lipca 2025         |
| bieg na milę                            | 4:07,64    | Faith Kipyegon | Monako            | 21 lipca 2023        |
| bieg na 2000 metrów                     | 5:21,56    | Francine Niyonsaba | Zagrzeb           | 14 września 2021     |
| bieg na 3000 metrów                     | 8:07,04    | Faith Kipyegon | Chorzów           | 16 sierpnia 2025     |
| bieg na 5000 metrów                     | 13:58,06   | Beatrice Chebet | Eugene            | 5 lipca 2025         |
| bieg na 5 kilometrów                    | 14:13 wo   | Beatrice Chebet | Barcelona         | 31 grudnia 2023      |
| bieg na 5 kilometrów                    | 13:54 mx   | Beatrice Chebet | Barcelona         | 31 grudnia 2024      |
| bieg na 10 000 metrów                   | 28:54,14   | Beatrice Chebet | Eugene            | 25 maja 2024         |
| bieg na 10 kilometrów                   | 29:14      | Yalemzerf Yehualaw | Castellón         | 27 lutego 2022       |
| bieg godzinny                           | 18,517 km  | Dire Tune | Ostrawa           | 12 czerwca 2008      |
| bieg na 20 000 metrów                   | 1:05:26,6h | Tegla Loroupe | Borgholzhausen    | 3 września 2000      |
| półmaraton                              | 1:05:16 wo | Peres Jepchirchir | Gdynia            | 17 października 2020 |
| półmaraton                              | 1:02:52 mx | Letesenbet Gidey | Walencja          | 24 października 2021 |
| bieg na 25 000 metrów                   | 1:27:05,9h | Tegla Loroupe | Mengerskirchen    | 21 września 2002     |
| bieg na 30 000 metrów                   | 1:45:50,0h | Tegla Loroupe | Warstein          | 6 czerwca 2003       |
| maraton                                 | 2:15:50 wo | Tigst Assefa | Londyn            | 27 kwietnia 2025     |
| maraton                                 | 2:09:56 mx | Ruth Chepngetich | Chicago           | 13 października 2024 |
| bieg na 100 kilometrów                  | 7:31:47    | Helene Joubert | Winschoten        | 16 września 1995     |
| bieg na 100 metrów przez płotki         | 12,12      | Tobi Amusan | Eugene            | 24 lipca 2022        |
| bieg na 400 metrów przez płotki         | 52,90      | Nezha Bidouane | Sewilla           | 25 sierpnia 1999     |
| bieg na 2000 metrów z przeszkodami      | 5:47,42    | Beatrice Chepkoech | Zagrzeb           | 10 września 2023     |
| bieg na 3000 metrów z przeszkodami      | 8:44,32    | Beatrice Chepkoech | Monako            | 20 lipca 2018        |
| sztafeta 4 × 100 metrów                 | 41,90      | Wybrzeże Kości Słoniowej · Murielle Ahouré-Demps · Marie Josée Ta Lou · Jessika Gbai · Maboundou Koné                                   | Budapeszt         | 25 sierpnia 2023     |
| sztafeta 4 × 200 metrów                 | 1:30,52    | Nigeria · Blessing Okagbare · Regina George · Dominique Duncan · Christy Udoh                                                           | Nassau            | 2 maja 2015          |
| sztafeta 4 × 400 metrów                 | 3:21,04    | Nigeria · Olabisi Afolabi · Fatima Yusuf · Charity Opara · Falilat Ogunkoya                                                             | Atlanta           | 3 sierpnia 1996      |
| sztafeta 4 × 800 metrów                 | 8:04,28    | Kenia · Agatha Jeruto · Sylvia Chesebe · Janeth Jepkosgei · Eunice Sum                                                                  | Nassau            | 25 maja 2014         |
| sztafeta mieszana (1200+400+800+1600 m) | 10:43,35   | Kenia · Selah Busienei · Joyce Sakari · Sylvia Chematui Chesebe · Virginia Nyambura                                                     | Nassau            | 2 maja 2015          |
| sztafeta 4 × 1500 metrów                | 16:33,58   | Kenia · Mercy Cherono · Faith Kipyegon · Irene Jelagat · Hellen Obiri                                                                   | Nassau            | 24 maja 2014         |
| sztafeta maratońska                     | 2:13:35    | Kenia · Philes Ongori · Everline Kemunto Kimwei · Catherine Ndereba · Jane Wanjiku Gakunyi · Lucy Wangui Kabuu · Sally Chepyego Kaptich | Chiba             | 23 listopada 2006    |
| chód na 5000 metrów                     | 20:50,03   | Chahinez Nasri | Radis             | 23 czerwca 2021      |
| chód na 10 000 metrów                   | 43:50,86   | Emily Wamusyi Ngii | Birmingham        | 6 sierpnia 2022      |
| chód na 20 000 metrów                   | 1:36:18,3h | Nicolene Cronje | Durban            | 16 kwietnia 2004     |
| chód na 20 kilometrów                   | 1:30:40    | Grace Njue | Nairobi           | 6 czerwca 2018       |
| chód na 35 kilometrów                   | 3:13:17    | Jessica Groenewald | Dublin            | 13 lipca 2025        |
| chód na 50 kilometrów                   | 4:48:00    | Nathalie le Roux | Taicang           | 15 maja 2018         |
| skok wzwyż                              | 2,06       | Hestrie Cloete | Paryż             | 31 sierpnia 2003     |
| skok o tyczce                           | 4,42       | Elmarie Gerryts | Wesel             | 12 czerwca 2000      |
| skok w dal                              | 7,17       | Ese Brume | Chula Vista       | 29 maja 2021         |
| trójskok                                | 15,39      | Françoise Mbango Etone | Pekin             | 17 sierpnia 2008     |
| pchnięcie kulą                          | 18,43      | Vivian Chukwuemeka | Porto-Novo        | 19 kwietnia 2003     |
| rzut dyskiem                            | 64,96      | Chioma Onyekwere | Ramona            | 15 kwietnia 2023     |
| rzut młotem                             | 75,49      | Annette Echikunwoke | Tucson            | 22 maja 2021         |
| rzut oszczepem                          | 69,35      | Sunette Viljoen | Nowy Jork         | 9 czerwca 2012       |
| siedmiobój                              | 6423 pkt   | Margaret Simpson | Götzis            | 29 maja 2005         |

## Mieszane
| Konkurencja             | Rezultat | Zawodnicy                                                                  | Miejsce uzyskania | Data                 |
| ----------------------- | -------- | -------------------------------------------------------------------------- | ----------------- | -------------------- |
| sztafeta 4 × 400 metrów | 3:11,88  | Kenia · Zablon Ekhal Ekwam · Mary Moraa · Kelvin Sane Tauta · Mercy Chebet | Nairobi           | 15 czerwca 2024(dts) |